# Cosmosalia chrysocoma
Cosmosalia chrysocoma là một loài bọ cánh cứng trong họ Cerambycidae.